# Eternal Endless Infinity
Eternal Endless Infinity je studiové album rakouské kapely Visions of Atlantis.

## Seznam skladeb
1. „Intro“ – 0:17
2. „Lovebearing Storm“ – 5:24
3. „Silence“ – 5:06
4. „Mermaid's Wintertale“ – 3:11
5. „Lords Of The Sea“ – 5:06
6. „Seduced Like Magic“ – 4:57
7. „Eclipse“ – 6:18
8. „The Quest“ – 5:38
9. „Chasing The Light“ – 4:33
10. „Atlantis, Farewell...“ – 3:42
11. „Lovebearing Storm“ (original version) – 6:56
12. „Mermaid's Wintertale“ (original version) – 6:10
13. „Seduced like Magic“ (original version) – 6:10